# Getter Jaani
Getter Jaani (sinh ngày 3 tháng 2 năm1993) là một ca sĩ người Estonia.